# Theodor Wüllenkemper
Theodor Wüllenkemper (* 22. Oktober 1925 in Essen; † 6. Februar 2012 in Mülheim an der Ruhr) war ein deutscher Luftfahrtunternehmer.

## Leben und Wirken
Nachdem Wüllenkemper als Jugendlicher erste Erfahrungen im Segelflug gemacht hatte, ging er 1943 im Alter von 17 Jahren zur Luftwaffe, um sich zum Kampfpiloten ausbilden zu lassen. Die deutsche Kapitulation im Mai 1945 ersparte ihm jedoch den Kriegseinsatz.
Nach dem Zweiten Weltkrieg war den Deutschen neben der militärischen zunächst auch die zivile Luftfahrt untersagt. Wüllenkemper nutzte die Zeit, um in Großbritannien und der Schweiz eine Pilotenausbildung zu absolvieren und war nach der Aufhebung der Beschränkungen 1955 einer der ersten Deutschen, denen die Alliierten die Fluglizenz erteilten.
Nahezu zeitgleich mit der Gründung der LTU durch den Mülheimer Kurt Conle entstand das Unternehmen Westdeutsche Luftwerbung (WDL) des Wahl-Mülheimers Theodor Wüllenkemper. Mit Arbeitsflügen, Urlaubsflügen, Rundflügen und Luftwerbung baute er während des Wirtschaftswunders sein Unternehmen auf. So organisierte er einen Seebäderdienst zu den Nordsee-Inseln, bot Schädlingsbekämpfung aus der Luft an und entdeckte den Himmel als Werbefläche, indem er dort Flugzeuge mit Reklame-Bannern kreisen ließ.
Außerdem bildete er an die 300 Piloten aus und übernahm etliche davon in seine Dienste. Zur Riege der bei ihm angestellten Piloten und Pilotinnen gehörte unter anderem Sabine Trube, die später als eine der ersten Frauen für das Luftfahrtunternehmen LTU große Düsenverkehrsflugzeuge flog.
Als in den 1960er Jahren die tieffliegenden Propeller-Maschinen mit ihren Werbebannern aus Gründen des Lärmschutzes zu einem Politikum wurden, entwickelte Wüllenkemper die Idee, Werbung stattdessen mit Luftschiffen zu transportieren. Der erste Blimp hob 1972 am Verkehrslandeplatz Essen/Mülheim ab und machte Werbung für die Brauerei Wicküler.
Der jahrzehntelange Dauerkonflikt um den Ausbau des Flughafens Essen/Mülheim führte dazu, dass Wüllenkemper 2009 seinen Parteiaustritt aus der SPD verkündete. Seine Drohung, den Sitz seines Unternehmens aus Mülheim an der Ruhr zu verlegen und den Flughafen komplett zu räumen, machte er jedoch nicht wahr.
Wüllenkemper engagierte sich privat als Förderer des Endoskopie-Zentrums Duisburg der HPS und saß im Aufsichtsrat der Embry Riddle Hochschule für Luft- und Raumfahrt in Florida.

## Ehrungen
- 2009: Unternehmerpreis des Jahres[2]
- 2009: Verdienstorden des Landes Nordrhein-Westfalen
- 2017: Benennung des Luftschiffs der WDL Luftschiffgesellschaft als Theo